# Marcus Bade
Hans Peter Marcus Bade (* 22. Januar 1871 in Schlutup; † 29. Mai 1936 in Apenrade) war ein deutscher evangelischer Propst und Pastor.

## Leben
Marcus Bade war ein Sohn des Schlutuper Fischräucherers und Konservenfabrikanten Jürgen Peter Marcus Bade (1840–1919) und dessen Ehefrau Maria Sophie Elisabeth, geborene Schütz (1840–1899) aus Mechow. Vorfahren der Familie stammten ursprünglich aus Orten an der Lübecker Bucht, wo sie als Fischer gearbeitet hatten. 
Bade besuchte die Dorfschule in Schlutup und anschließend das Katharineum zu Lübeck, das er Ostern 1890 mit dem Abitur verließ. Danach studierte er Evangelische Theologie an den Universitäten Halle, Greifswald, Berlin und Kiel. Er entschied sich, in den Dienst der Dänischen Volkskirche zu treten, und erhielt er seine praktische Ausbildung an Predigerseminaren in Kopenhagen und Hadersleben, wo er auch Dänisch lernte. 
1899 heiratete Bade in erster Ehe Emmy Luise Dorothea Reuter, geborene Broacker (* 6. Februar 1871). Das Ehepaar bekam einen Sohn und drei Töchter. Von 1899 bis 1903 wirkte er als Pastor in Ulderup, von 1903 bis 1909 in Augustenburg. Am 7. Dezember 1905 verstarb seine Ehefrau in Sonderburg. 1909 lehnte er das Angebot ab, in den Kirchendienst nach Lübeck zu wechseln. Diese Entscheidung traf er, da seine verstorbene Frau dem in Nordschleswig ansässigen Propsthaus von Broacker angehört hatte. Ein weiterer Grund war seine Segelleidenschaft, der er im Gebiet um den Kleinen Belt gut nachgehen konnte.
1916 heiratete Bade in zweiter Ehe Clara Henriette Stieler, geborene Sauer (1885–1946), mit der er drei Töchter hatte.
Von 1909 bis 1936 wirkte Bade als Pastor in der Gemeinde Apenrade. Im selben Jahr übernahm er das Amt des Propstes unter Theodor Kaftan, das er bis zu Abtrennung Nordschleswigs an Dänemark 1920 innehatte. Mit der Teilung entstanden eine dänische und eine deutsche Gemeinde. Die Mitglieder der deutschen Gemeinde wählten Bade einstimmig zu ihrem Pastor. Die städtischen deutschen Gemeinden gehörten nun zur dänischen Staatskirche, zahlreiche kleine, schnell neu entstandene deutsche Freigemeinden jedoch zur Landeskirche Schleswig-Holsteins. 1926 gründete Bade eine Arbeitsgemeinschaft, in der die Geistlichen beider Kirchen erstmals zusammenarbeiten. Er selbst übernahm bis Lebensende den Vorsitz und verhandelte kirchliche Fragestellungen mit Behörden in Dänemark.
Bade galt als außergewöhnlich begabter Musiker. Er gründete einen von ihm geleiteten Kammermusikkreis für Pastoren und Lehrer in Augustenburg. Am dortigen Lehrerseminar gab er Religions-, Geschichts- und Musikunterricht und spielte jeden Sonntag Klavierkonzerte und Liederabende im dortigen Schloss. Ähnliches musikalisches Engagement zeigte er auch in Apenrade. Bei Einführung des neuen Kirchengesangbuchs um 1930 lehrte er die Gemeindemitglieder nach den Gottesdiensten in kurzen Einheiten neue Choräle.
1916 gründete Bade einen kleinen Kirchenchor, der dreißig Jahre lang alle Hauptgottesdienste begleitete. Außerdem gründete er einen von ihm zehn Jahre lang dirigierten Oratorienchor, der Kantaten und Oratorien wie Händels Messiah und Joshua oder Haydns Die Schöpfung oder Die Jahreszeiten sang. Diese Werke sang der Chor gemeinsam mit ortsansässigen Chören in Hadersleben, Sonderburg und Tondern. Bei den von Bade organisierten Auftritten wurden sie begleitet vom Städtischen Orchester aus Flensburg und renommierten Solisten.